# Cuarto Gobierno González
El cuarto gobierno de Felipe González fue el Gobierno de España entre julio de 1993 y mayo de 1996. Felipe González Márquez fue investido presidente del Gobierno por el Congreso de los Diputados después de que el Partido Socialista Obrero Español (PSOE) ganara las elecciones generales de 1993 que dieron comienzo a la V legislatura de España.
El Gobierno cesó el 3 de marzo de 1996 por la celebración de las elecciones generales. Continuó en funciones hasta el 6 de mayo de 1996, día en que tomó posesión el primer Gobierno de Aznar.

## Historia
El 13 de julio de 1993, Felipe González juró el cargo de presidente del Gobierno ante el rey Juan Carlos I. El 14 de julio de 1993 todos los ministros toman posesión del cargo, conformando el Consejo de Ministros hasta el 6 de mayo de 1996.
- El 25 de noviembre de 1993, el ministro del Interior, José Luis Corcuera, dimite de su cargo tras la anulación de la polémica "ley Corcuera". Le sustituye Antoni Asunción.
- El 6 de mayo de 1994, el ministro de Agricultura, Vicente Albero, y el ministro del Interior, Antoni Asunción, dimiten de sus cargos al descubrirse que ambos habían estado implicados en casos de corrupción. Luis María Atienza se hace cargo del ministerio de Agricultura y Juan Alberto Belloch, ministro de Justicia, se hace cargo del ministerio del Interior, compaginando ambos ministerios.
- El 3 de julio de 1995, el vicepresidente del gobierno, Narcís Serra, y el ministro de Defensa, Julián García Vargas, dimiten de sus cargos tras descubrirse que el CNI había espiado ilegalmente a diversas personalidades nacionales, incluido el rey Juan Carlos I. La vicepresidencia queda vacante, mientras que Gustavo Suárez Pertierra, ministro de Educación, se hace cargo del ministerio de Defensa, siendo sustituido en el ministerio de Educación por Jerónimo Saavedra, hasta entonces ministro de Administraciones Públicas, que es sustituido en este cargo por Joan Lerma.
- El 19 de diciembre de 1995, el ministro de Asuntos Exteriores, Javier Solana, dimite de su cargo para presentarse como candidato a presidir la OTAN. Le sustituye Carlos Westendorp.

El Gobierno de España de la V Legislatura cesó el 3 de marzo de 1996 por la celebración de elecciones generales, y continuó en funciones hasta el 6 de mayo de 1996, día en que tomó posesión el Gobierno de España de la VI Legislatura.

## Composición
| Partido político |                                              | Partido Socialista Obrero Español (PSOE) |
| Partido político | Partido de los Socialistas de Cataluña (PSC) |                                          |
| Partido político | Independiente                                |                                          |

| IV Gobierno de González (1993-1996)                                   |                                       |                                                                                |         |
| Cargo                                                                 | Titular                               | Titular                                                                        | Titular |
| Presidente                                                            |                                       | Felipe González Márquez                                                        |         |
| Vicepresidente                                                        |                                       | Narcís Serra i Serra (1993-1995)                                               |         |
| Presidencia Secretario del Consejo de Ministros Portavoz del Gobierno |                                       | Alfredo Pérez Rubalcaba                                                        |         |
| Asuntos Exteriores                                                    |                                       | Francisco Javier Solana Madariaga (1993-1995)                                  |         |
| Asuntos Exteriores                                                    | Carlos Westendorp Cabeza (1995-1996)  |                                                                                |         |
| Justicia (1993-1994) Notario Mayor del Reino                          |                                       | Juan Alberto Belloch Julbe (1993-1994)                                         |         |
| Defensa                                                               |                                       | Julián García Vargas (1993-1995)                                               |         |
| Defensa                                                               | Gustavo Suárez Pertierra (1995-1996)  |                                                                                |         |
| Economía y Hacienda                                                   |                                       | Pedro Solbes Mira                                                              |         |
| Interior (1993-1994)                                                  |                                       | José Luis Corcuera Cuesta (1993)                                               |         |
| Interior (1993-1994)                                                  | Antoni Asunción Hernández (1993-1994) |                                                                                |         |
| Justicia e Interior (1994-1996) Notario Mayor del Reino               |                                       | Juan Alberto Belloch Julbe (afiliado al PSOE el 2 de mayo de 1996) (1994-1996) |         |
| Obras Públicas, Transportes y Medio Ambiente                          |                                       | Josep Borrell Fontelles                                                        |         |
| Educación y Ciencia                                                   |                                       | Gustavo Suárez Pertierra (1993-1995)                                           |         |
| Educación y Ciencia                                                   | Jerónimo Saavedra Acevedo (1995-1996) |                                                                                |         |
| Trabajo y Seguridad Social                                            |                                       | José Antonio Griñán Martínez                                                   |         |
| Industria y Energía                                                   |                                       | Juan Manuel Eguiagaray Ucelay                                                  |         |
| Agricultura, Pesca y Alimentación                                     |                                       | Vicente Albero Silla (1993-1994)                                               |         |
| Agricultura, Pesca y Alimentación                                     | Luis María Atienza Serna (1994-1996)  |                                                                                |         |
| Sanidad y Consumo                                                     |                                       | Ángeles Amador Millán                                                          |         |
| Comercio y Turismo                                                    |                                       | Javier Gómez-Navarro Navarrete                                                 |         |
| Cultura                                                               |                                       | Carmen Alborch Bataller                                                        |         |
| Administraciones Públicas                                             |                                       | Jerónimo Saavedra Acevedo (1993-1995)                                          |         |
| Administraciones Públicas                                             | Joan Lerma i Blasco (1995-1996)       |                                                                                |         |
| Asuntos Sociales                                                      |                                       | Cristina Alberdi Alonso                                                        |         |

## Procedencia geográfica
| Comunidad autónoma     | Cargo                                        | Titular                        |
| ---------------------- | -------------------------------------------- | ------------------------------ |
| Andalucía              | Presidente                                   | Felipe González                |
| Andalucía              | Asuntos Sociales                             | Cristina Alberdi Alonso        |
| Aragón                 | Justicia                                     | Juan Alberto Belloch Julbe     |
| Principado de Asturias | Defensa                                      | Gustavo Suárez Pertierra       |
| Cantabria              | Presidencia                                  | Alfredo Pérez                  |
| Castilla y León        | Agricultura, Pesca y Alimentación            | Luis María Atienza Serna       |
| Castilla-La Mancha     | -                                            | -                              |
| Cataluña               | Vicepresidente                               | Narcís Serra                   |
| Cataluña               | Obras Públicas, Transportes y Medio Ambiente | Josep Borrell                  |
| Extremadura            | -                                            | -                              |
| Galicia                | -                                            | -                              |
| Islas Baleares         | -                                            | -                              |
| Canarias               | Educación y Ciencia                          | Jerónimo Saavedra              |
| La Rioja               | -                                            | -                              |
| Comunidad de Madrid    | Asuntos Exteriores                           | Carlos Westendorp              |
| Comunidad de Madrid    | Trabajo y Seguridad Social                   | José Antonio Griñán            |
| Comunidad de Madrid    | Sanidad y Consumo                            | Ángeles Amador Millán          |
| Comunidad de Madrid    | Comercio y Turismo                           | Javier Gómez-Navarro Navarrete |
| Región de Murcia       | -                                            | -                              |
| Navarra                | -                                            | -                              |
| País Vasco             | Industria y Energía                          | Juan Manuel Eguiagaray         |
| Comunidad Valenciana   | Economía y Hacienda                          | Pedro Solbes                   |
| Comunidad Valenciana   | Interior                                     | Antoni Asunción Hernández      |
| Comunidad Valenciana   | Cultura                                      | Carmen Alborch Bataller        |
| Comunidad Valenciana   | Administraciones Públicas                    | Joan Lerma i Blasco            |
| Ceuta                  | -                                            | -                              |
| Melilla                | -                                            | -                              |